# Merodontina bellicosa
Merodontina bellicosa is een vliegensoort uit de familie van de roofvliegen (Asilidae). De wetenschappelijke naam van de soort is voor het eerst geldig gepubliceerd in 2005 door Scarbrough & Constantino.